# Imperio
Imperio — австрийский музыкальный евродэнс-проект продюсера Норберта Райхарта (нем. Norbert Reichart).

## История
Проект был задуман Норбертом Райхартом, молодым австрийским продюсером, которому очень нравились история и старые фильмы 50–60-х годов о Древнем Риме. Окончательно план и название первого сингла появились после его поездки в Италию. После неё Райхарт сразу же занялся подготовкой и записью музыки, и вскоре инструментальная версия была готова. Затем наступило время поиска исполнителей — вокалистки и рэпера. Эта проблема была быстро разрешена — несколько дней спустя Норберт познакомился во Франкфурте с Мануэлой Рэй (нем. Manuela Ray), после прослушивания которой стало ясно, что её голос идеально подходит для данного проекта.
Рэпером нового проекта сначала был выбран американец Майкл Харрис (Michael Harris), потом его на замену был избран Лоуренс Мэдиа (англ. Lawrence Madia), в качестве дополнительных вокалистов привлекались Tini Kainrath, John Freeman, Jahn Weib, Sara Valdemarin, Bernd Taubel, Lynne Kieran и иногда сам Райхарт.
Норберт Pайхарт с его NR-Recording Studios был продюсером, композитором, создателем песен. В создании отдельных треков на некоторых синглах, особенно со второго альбома также участвовали итальянцы из Enterprise Records и Nicolosi Productions. Все выходило под лейблом EAMS Musikverlag.
Первого июня 1995 года был выпущен дебютный альбом, «Veni, Vidi, Vici».
В 1996 году, когда евродэнс начал вступать в полосу заката, начал стремительно приобретать популярность стиль Дрим-хаус, иногда называемый просто «дрим», яркими представителями которого можно назвать Роберта Майлза и DJ Dado. Так как у Норберта уже были налажены тесные связи с итальянскими студиями, неудивительно, что второй альбом Imperio — «Return To Paradise», вышедший в 1996 году и синглы — «Cyberdream», «Atlantis», «Return To Paradise», тоже вышедшие в 1996, обладали звучанием, отличным от творчества в предыдущем альбоме. Однако сингл «Wings Of Love», вышедший уже в 1997 году, был явным
возвращением к евроденс-звучанию, поэтому ни о какой полосе заката этого стиля говорить нельзя. Можно только
сказать, что на год дрим-хаус несколько затмил его успех.
После сингла «Wings Of Love», Норберт занялся другими проектами, и несмотря на то, что в его планах было возобновить работу под именем Imperio в 1998 году, релиз нового сингла неоднократно откладывался. B 2001 году был анонсирован новый сингл, «Voice Of Eternity» и даже набран новый состав, однако после этого ничего нового выпущено не было, и проект прекратил своё существование.
Все началось, когда Норберт Райхарт (продюсер Imperio) был в долгой поездке по Италии. Он был большим поклонником старых фильмов про Древний Рим, например таких, как «Ben Hur». Он всегда любил их монументальную, величественную музыку. Его всегда привлекали обстановка, одежда и вкусы, превалировавшие в Древнем Риме, та аура, которая его окружала. Когда Норберт ехал на юг страны, он взял в руки пачку сигарет, которые купил, и в глаза бросилась надпись на пачке: «Veni Vidi Vici». И так родилась идея написать танцевальную музыку на основе этих трёх знаменитых слов Цезаря. По приезде домой он моментально сел за работу.
В скором времени инструментальная версия была готова, но вокал всё ещё отсутствовал, но эта проблема была решена довольно случайно. После нескольких дней написания инструментальной версии Норберт отправился на дискотеку «Дориан Грей» (Франкфурт), и там замечает девушку, которая очень выделяется из толпы своей красотой и лучезарными танцами. Как выяснилось, девушку зовут Мануэла и она из Вены. Когда Норберт подошёл к девушке и спросил, умеет ли она также прекрасно петь, как и танцевать, то она просто развернулась и ушла с дискотеки, думая, что Норберт просто пристаёт к ней. Её пришлось долго убеждать, что это не так, и через 2 дня девушка уже была в студии Норберта. Он дал ей прослушать инструментальную версию, а когда он дал текст и она начала петь, то Норберт понял, что голос Мануэлы был просто прекрасен.
Теперь у Норберта возникла еще одна проблема — нужен был рэпер, и спустя два месяца Норберт и Мануэла встречают на дискотеке американца Майкла Харриса. После концерта Майкла они зашли к нему в гримерную и спросили, согласен ли он выступать вместе с группой Imperio. И — был получен положительный ответ. Таким образом появилась на свет группа Imperio.
Затем на место Майкла Харриса пришёл Лоуренс Мэдиа

## Участники
Мануэла Рэй — Настоящее имя Мануэла Ферисович, родилась в городе Пула, в бывшей Югославии (ныне Хорватия) 7 августа 1974 г. Рост 176 см. Живет в Вене, детей не имеет, есть брат. Мать — бразильянка, отец — немец. Начала петь в 15 лет в школьной музыкальной группе, увлекается лыжами и серфингом.
Майкл Харрис — Родился в 1970 году в Дейтройте, США, в начале 90-х работал на военной базе в Германии, участвовал в нескольких группах, как рэпер.
Лоуренс Мэдиа — Родился в 1971 году в г. Йоханнесбурге, ЮАР. Мать — южноафриканка, отец — австриец. Ростом 181 см, с чёрными волосами и тёмно-коричневыми глазами. Он стал профессиональным танцором и рэпером. Живет в городе Линц, Австрия, есть сестра и дочь. Увлекается плаванием, танцами, катанием на роликах.

## Дискография

### Альбомы
- 1995 год — Veni, Vidi, Vici

1. Introductio
2. Nostra Culpa
3. Veni Vidi Veci
4. Exodus
5. Agnus Dei (Conquest of Space)
6. Amor Infinitus (Don’t Fade Away)
7. Phantasia (Fantasy Beast Reality)
8. Octopus
9. Luna Noctis (A Promise of Eternity)
10. Manuela & Michael ID
11. Quo Vadis
12. Finis
13. Samples of Imperio

- 1996 год — Return To Paradise

1. Intro
2. Atlantis
3. Wings of Love
4. Secrets of Life
5. Cyberdream
6. Kill Me (With Your Love)
7. There is a Dream (Part 1)
8. The Night is Magic
9. Brainstorm
10. There is a Dream (Part 2)
11. Never Go Away
12. Return to Paradise

### Синглы
- 1994 — Veni, Vidi, Vici
- 1995 — Quo Vadis
- 1995 — Nostra Culpa
- 1995 — Amor Infinitus
- 1996 — Cyberdream
- 1996 — Atlantis
- 1996 — Return To Paradise
- 1997 — Wings Of Love
- 2001 — Voice Of Eternity — не вышел